# Василовци (Софийска област)
Вижте пояснителната страница за други населени места с името Василовци.
Василовци е село в Западна България. То се намира в Община Драгоман, Софийска област.